# Savo (dialecte)
Pour les articles homonymes, voir Savo.
Le savo (en finnois : savolaismurteet) est le groupe de dialectes de la langue finnoise qui compte le plus de locuteurs.

## Répartition géographique des locuteurs
Il est parlé avant tout dans l'est de la Finlande : dans les régions historiques de la Savonie et de la Tavastie (nord et est), en Carélie du nord, au Kainuu, au Koillismaa et dans l'est de l'Ostrobotnie du Sud. Certains habitants du Värmland (Suède) parlent également une variante de savo.

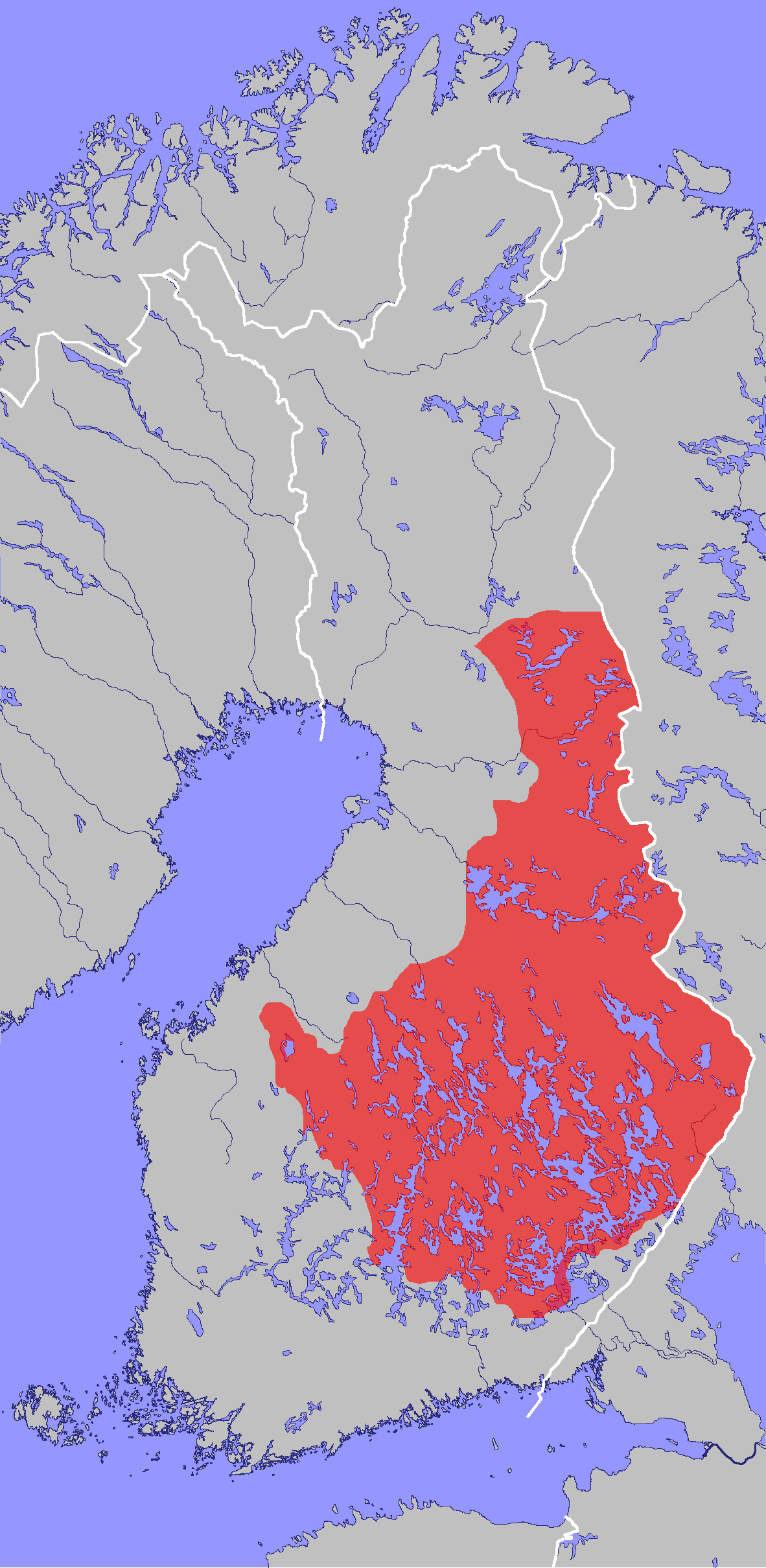
Aire de répartition du savo

Le dialecte n'est pas homogène. Il a notamment évolué lors des migrations successives du peuple savonien à partir de la fin du XVIe siècle, en particulier lors de la colonisation du Kainuu. On distingue jusqu'à 9 dialectes distincts :
- Le dialecte de Savonie du Nord
- Celui de Savonie du Sud
- Le dialecte de la région de Savonlinna
- Les dialectes de Carélie du Nord
- Le dialecte du Kainuu-Koillismaa
- Le dialecte de Finlande-Centrale
- Le dialecte du Päijät-Häme
- La variante de Keuruu–Evijärvi
- Enfin, côté suédois, les dialectes savo du Värmland

## Aspects linguistiques
Développé à partir du dialecte original carélien des colons finnois, le savo diffère du finnois standard (et des dialectes occidentaux) sur plusieurs points :
- le principal trait permettant de tracer l'isoglosse entre les dialectes occidentaux et les dialectes orientaux (dont le savo) se situe au niveau des équivalences du « d » dans le finnois standard. Comme dans tous les dialectes orientaux, en savo ce son a disparu ou a été remplacé par une consonne fricative comme le v, le j ou le h. Ainsi on prononce tehä en savo mais tehdä (faire) en finnois standard
- il conserve la palatalisation synchronique de certaines consonnes, phénomène transcrit par des digrammes contenant un « j »; par exemple : <kotj> /kotʲ/
- les voyelles ont évolué différemment à partir du proto-finnois. Ainsi, là où la langue standard peut avoir une diphtongue, le savo peut avoir une voyelle longue - ou vice-versa. Par exemple, comparez kääp (savo)  et käypi (standard); mua (savo) et standard maa (standard); ou encore huarapiäsky (savo) et haarapääsky (standard)
- la gémination (doublement d'une consonne) affecte les consonnes simples au milieu d'un mot, si elle se trouve entre une voyelle courte accentuée et une voyelle longue non accentuée. Un locuteur natif de savo ne dit pas qu'il parle le « savoa » mais le « savvoo ». Autre exemple : tullee ou tulloo en savo, mais tulee (il/elle vient) en finnois standard
- la combinaison des trois traits spécifiques susmentionnés a pour effet que, si le finnois standard a un rythme déclaratif, le savo a un rythme expressif. La manière différenciée de s'exprimer se remarque même si le locuteur s'exprime parfaitement en finnois standard
- le paragoge du « i » au nominatif est remplacé par la palatalisation de la dernière consonne, ce qui donne moottorj (savo) en comparaison de moottori (standard)
- le « n » final en standard est remplacé en savo par un coup de glotte
- toutes les autres consonnes (à part la dernière qui est en contact avec la voyelle-noyau) sont systématiquement et entièrement supprimées dans les mots d'origine étrangère, par exemple : traktori en standard équivaut à raktorj en savo
- une épenthèse apparaît lorsque la dernière consonne d'une syllabe est L, H ou N, et qu'elle est en contact avec la première consonne de la syllabe suivante, par exemple vanaha et « silimä » en savo mais vanha (âgé) et silmä (œil) en finnois standard. Comme on le constate, la voyelle de l'épenthèse est la même que la voyelle précédente

Le savo est une variété particulièrement créative de la langue finnoise. L'emploi de verbes composés (avec en premier un infinitif marquant l'action, suivi d'un verbe conjugué indiquant la manière) est un moyen très prolifique de créer des expressions. Par exemple : 
seistä toljotat (tu es debout la bouche bée) se décompose en deux mots signifiant « être debout » et « tu restes bouche bée ».
La transformation du finnois standard en savo peut se faire de manière si régulière qu'il est possible d'y procéder à l'aide d'expressions rationnelles. Voici un exemple d'un telle « traduction » :
- Hyväntahtoinen aurinko katseli heitä. Se ei missään tapauksessa ollut heille vihainen. Kenties tunsi jonkinlaista myötätuntoa heitä kohtaan. Aika velikultia.
- Hyväntahtoene' aarinko kahtelj heetä. Se ee missään tappaaksessa ollu heelle vihhaenen. Kenties tunsj jonkinlaesta myötätuntoo heetä kohtaan. Aeka veljkultija.